# Ballynacally
Ballynacally (Baile na Caillí (la terre des nonnes)) est un village en Irlande, situé dans le comté de Clare, sur les rives du Shannon. 

## Géographie
Ballynacally est situé 16.7km au sud-ouest d'Ennis, sur la R473, route côtière vers Kilrush dans la paroisse de Kilchreest, dans le comté de Clare.
Le village se trouve sur la rive du Shannon. Au nord, Ballycorick Creek se jette dans le Shannon. Ballynacally est bordé par les townlands de Carrowkilla au nord, Knocksaggart au nord-est, Rosscliff à l'est, Ballynagard au sud, Cloonnakilla à l'ouest et Ardnagla au nord-ouest
Le village se trouve dans la paroisse civile de Kilchreest.
La paroisse catholique romaine de Ballynacally (Clondegad) englobe Ballynacally, Lissycasey et Ballycorick, elle fait partie du diocèse catholique romain de Killaloe.

## Histoire
Ballynacally dérive de  Baile na Caillí .
Cela signifie "la terre des nonnes", car elle appartenait aux moniales du couvent de Killone. Le village abrite de nombreuses structures et monuments historiques. La région est connue pour avoir été visitée par St. Brendan et St. Senan qui ont établi des monastères dans les îles.
Les Vikings ont pillé les églises en remontant le Shannon jusqu'à Limerick. Pendant la période normande, des religieuses occupèrent la région de Kilchreest et des châteaux normands furent érigés à Dangan, Ballycorick et Cragbrien.
Les ruines de la tour Dangan subsistent encore.
Ballynacally était une ancienne paroisse.
L'ouvrage ''County Clare: A History and Topography (1837) de Samuel Lewis mentionnait que les villageois produisaient du maïs, du beurre, du porc et d'autres produits agricoles qui étaient chargés dans des bateaux sur le quai et transportés le long de la rivière jusqu'à Limerick, que du calcaire et de l'engrais marin étaient produits pour la communauté. Il a également mentionné que Ballynacally organisait plusieurs foires aux bestiaux tout au long de l'année. En 1841, la ville avait une superficie de 12 acres et une population de 194 personnes vivant dans 29 maisons.
Au XIXe siècle, le village s'est forgé une réputation pour ses excellents "combattants de faction" ( voir bataireacht), qui possédaient une "adresse exceptionnelle pour le maniement du bâton".
Le professeur Thomas Rice Henn, au milieu du XXe siècle, a décrit Ballynacally comme "un village dispersé, avec sa rue et ses cinq maisons publiques, traversant un pont sur un petit ruisseau" dans ses mémoires "Les Cinq Arches".